# Jiloca
Jiloca – comarca w Hiszpanii, w Aragonii, w prowincji Teruel. Stolicą comarki jest Calamocha. Comarca ma powierzchnię 1932,1 km². Mieszka w niej 14 584 obywateli.
Comarca zawdzięcza nazwę rzece Jiloca. Głównymi pasmami górskimi są Sierra Palomera, Sierra de Cucalón, Sierra Menera i Sierra de Santa Cruz.

## Gminy
Comarca dzieli się na 40 gmin.
Allueva, Bádenas, Báguena, Bañón, Barrachina, Bea, Bello, Blancas, Bueña, Burbáguena, Calamocha, Caminreal, Castejón de Tornos, Cosa, Cucalón, Ferreruela de Huerva, Fonfría, Fuentes Claras, Lagueruela, Lanzuela, Loscos, Monforte de Moyuela, Monreal del Campo, Nogueras, Odón, Ojos Negros, Peracense, Pozuel del Campo, Rubielos de la Cérida, San Martín del Río, Santa Cruz de Nogueras, Singra, Tornos, Torralba de los Sisones, Torrecilla del Rebollar, Torre los Negros, Torrijo del Campo, Villafranca del Campo, Villahermosa del Campo, Villar del Salz